# Crashlands
Crashlands — экшн-приключенческая ролевая 2D игра с элементами выживания и открытым миром разработанная и выпущенная студией Butterscotch Shenanigans. Игра была выпущена в App Store, Google Play, а после и в Steam Greenlight. Релиз в Steam состоялся 21 января 2016 года. Также 8 ноября 2018 года игра вышла на Nintendo Switch.[2] Вскоре после релиза в Steam, пираты слили копию игры в Amazon. Игра описывается как «сюжетная игра с возможностью крафта».

## Сюжет
Сюжет игры начинается с того, что космический корабль Flux (протагониста) терпит крушение на планете Woanope. Всему виной злодей Hewgodooko, который просто взял, и забрал важный кусок корабля. Flux является космическим посыльным, поэтому основной задачей считает быстрейшую установку связи с родной планетой и вызов эвакуатора. Собственно, её работа должна быть выполнена в срок, так или иначе. Вот только для выполнения миссии необходим источник энергии (батарейки), которые, вследствие печального стечения обстоятельств, также ищет Hewgodooko, сметая всё на своём пути. Соответственно, в одиночку выполнить задачу не представляется возможным. По ходу игры игроку будет помогать робот-помощник JuiceBox.

## Описание игры

### Квесты
В игре присутствует множество дополнительных квестов, которые открывают доступ к эксклюзивным рецептам крафта. Зачастую эти задания можно получить у тех же персонажей, которые вели игрока по основному сюжету.

### Диалоги
Диалоги в Crashlands пропитаны юмором, весёлыми отсылками и долгоиграющими шутками. 
Сам же игрок является сторонним слушателем и не участвует в диалогах. Диалогов к слову в игре очень много. Их прочтение занимает большую часть от всего процесса игры. Однако в них очень хорошо раскрываются персонажи, расы и их отношение друг к другу. К тому же часто в игре отсутствует распределение на однозначно 'чёрное' и 'белое', что позволяет понять все конфликтующие стороны.
Озвучивания персонажей в игре нет, сюжет подаётся по текстовым диалогам.

### Создание предметов
Ресурсы можно использовать для создания экипировки, исцеляющих и бафающих зелий, а также для создания декоративных предметов. Для этого необходимо воспользоваться одной из рабочих станций, первую из которых вам выдаст JuiceBox. В игре присутствует более 500 рецептов для крафта.
У каждой рабочей станции свой набор доступных и скрытых рецептов. Если у пользователя есть всё необходимое для создания предмета, его иконка будет подсвечена. Если же ресурсов недостаточно, можно нажать кнопку Track (отслеживать), чтобы игра вывела интересующий рецепт крафта на главный игровой экран.
При создании оружия и брони им присваивается случайная редкость:
Белая - обычная (Common);
Зелёная - редкая (Rare);
Синяя - эпичная (Epic);
Оранжевая - легендарная (Legendary).
Всего в игре 27 рабочих станций для крафта (верстаков).

## Оценки
| Сводный рейтинг       | Сводный рейтинг                       |
| Агрегатор             | Оценка                                |
| --------------------- | ------------------------------------- |
| GameRankings          | 79,70 %                               |
| Metacritic            | iOS: 93/100 PC: 78/100 Switch: 75/100 |
| Иноязычные издания    |                                       |
| Издание               | Оценка                                |
| Game Informer         | 7,5/10                                |
| GameRevolution        | 4/5 (iOS)                             |
| Nintendo Life         | 7/10 (Switch)                         |
| Nintendo World Report | 7,5/10 (Switch)                       |
| PC Gamer (US)         | 73/100 (PC)                           |
| TouchArcade           | iOS:                                  |

Мобильная и компьютерная версии игры в совокупности набрали 93 из 100 и 78 из 100 баллов на Metacritic, соответственно.[1][2] PC Gamer оценил в 73%, сказав "Весёлый бой, классно написано, и замечательный внешний вид, но для мобильной игры, а не для ПК."[4]
Летом 2018 года, благодаря уязвимости в защите Steam Web API, стало известно, что точное количество пользователей сервиса Steam, которые играли в игру хотя бы один раз, составляет 112 130 человек.